# Симфонічний оркестр Північнонімецького радіо

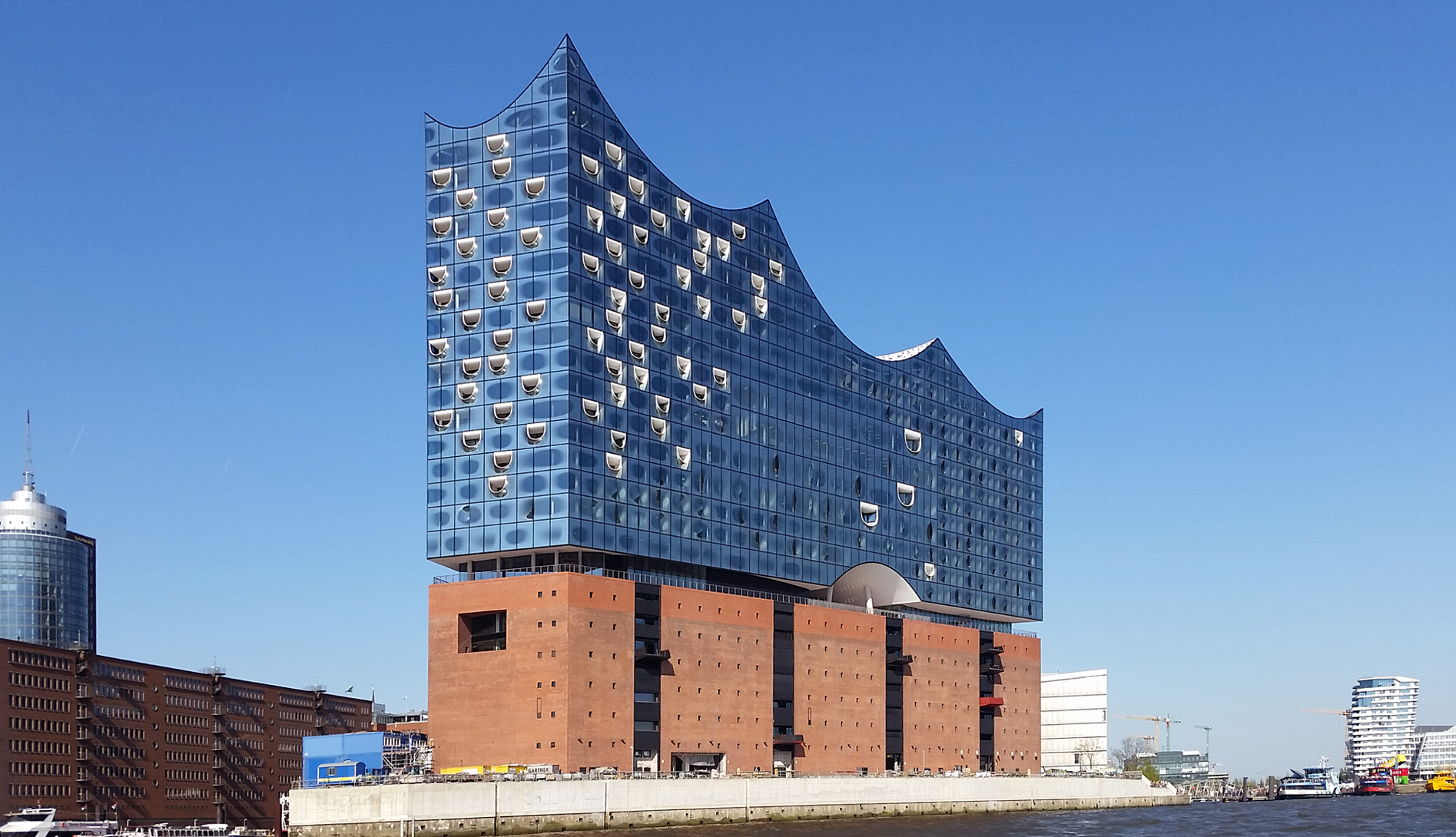

Симфонічний оркестр Північнонімецького радіо (нім. Sinfonieorchester des Norddeutschen Rundfunks) — німецький симфонічний оркестр та радіоансамбль Північнонімецького радіо, що базується в Гамбурзі. Заснований в 1945 році як Симфонічний оркестр радіо Гамбурга.

## Головні диригенти
- Ганс Шмідт-Іссерштедт (1945—1971)
- Моше Ацмон (1972—1976)
- Клаус Теннштедт (1979—1981)
- Гюнтер Ванд (1982—1990)
- Джон Еліот Гардінер (1991—1994)
- Герберт Бломстедт (1996—1998)
- Крістоф Ешенбах (1998—2004)
- Крістоф фон Донаньї (2004—2011)
- Томас Хенгельброк (з 2011 року)